# Olga G. Martínez
Olga Gladys Martínez (n. 1970) es una botánica, pteridóloga, curadora, y profesora argentina. Es investigadora en la "Facultad de Ciencias Naturales", de la Universidad Nacional de Salta. En 2003, realizó la defensa de su tesis doctoral: Morfología esporo fitica y revisión sistemática del complejo Pteris crética (Pteridaceae-Pteridophyta) en América (Tesis Doctoral, i-xii, 1-172, Universidad Nacional de Salta).

## Algunas publicaciones
- olga g. Martínez, jefferson Prado. 2011. Pteris exigua (Pteridaceae), a new endemic species from Tucumano-Boliviano forests in northwestern Argentina. Brittonia 63 (2 ): 295-299 artículo en línea (enlace roto disponible en Internet Archive; véase el historial, la primera versión y la última).

- --------------------------. 2010. Gametophytes and young sporophytes of four species of the fern genus Pteris (Pteridaceae) naturalized in the American continent]. Rev. Biol. Trop. 58:89-102

- --------------------------. 2010. Gametófitos y esporófitos jóvenes de cuatro especies de helechos del género Pteris (Pteridaceae) naturalizadas en América. Rev. Biol. Trop. 58 (1): 89-102 ISSN 0034-7744 artículo archivo.pdf en línea Archivado el 27 de marzo de 2010 en Wayback Machine.

- cristian Larsen, olga g. Martínez, m. Mónica Ponce. 2010. Nuevos registros en helechos para el Noroeste de la Argentina. Darwiniana 48 (1): 100-108 artículo en línea

- cristina h. Rolleri, olga g. Martínez, carmen Prada. 2010. Huperzia reflexa y Lycopodiella cernua (Lycopodiales-Pteridophyta): dos nuevas citas para el NO de la Argentina y actualizaciones sobre su morfología. Botánica Complutensis 34: 41-48 ISSN 0214-4565 artículo archivo.pdf en línea

- maría e. Tanco, olga g. Martínez, maría l. cristina Bonomo. 2009. Germinación y morfogénesis gametofitica de Pteris inermis (Rosenst.) de la Sota. Gayana Bot. 66: 10-17 ISSN 0717-6643 artículo en línea

- olga g. Martínez, m.a. Morbelli. 2009. The spores of Pteris cretica complex (Pteridaceae-Pteridophyta) in America. Grana. 48 (3 ): 193-214

- -------------------------, víctor humberto Aquino, elías ramón de la Sota. 2006. Vittariaceae (C.Presl) Ching. Volumen 7, N.º 17 de Aportes botánicos de Salta. Editor Herbario MCNS, 4 pp.

- olga g. Martínez, elías r. de la Sota. 2005. Sobre la presencia y distribución de Pteris brasiliensis (Pteridaceae-Pteridophyta) en la Argentina. Hickenia 3 (56): 239-242

- --------------------------, ----------------------------. 2005. Lomariopsidaceae Alston. Volumen 7, N.º 8 de Aportes botánicos de Salta. Editor Herbario MCNS. 12 pp.

- elías ramón Sota, olga gladys Martínez, maría alejandra Ganem. 1999. Diversidad pteridofítica en pircas de Los Toldos y Lipeo (Departamento Santa Victoria, Salta, Argentina). Aportes botánicos de Salta. Volumen 1, N.º 8: Ser. Misceláneas. Editor Herbario MCNS, Facultad de Ciencias Naturales, Universidad Nacional de Salta, 8 pp.

- olga g. Martínez. 1995. Flora del valle de Lerma: Equisetaceae Richard ex Lam. & DC. Volumen 3, N.º 13 de Aportes botánicos de Salta. Serie Flora. Editor Herbario MCNS, Facultad de Ciencias Naturales, Universidad Nacional de Salta, 7 pp.

## Honores
Miembro de
- Sociedad Argentina de Botánica[2]
- La abreviatura «O.G.Martínez» se emplea para indicar a Olga G. Martínez como autoridad en la descripción y clasificación científica de los vegetales.[3]